# Eugenio de la Torre Agero
Eugenio de la Torre Agero (Cuéllar, 1895–Segovia, 1968) fue un pintor y grabador español del siglo xx.

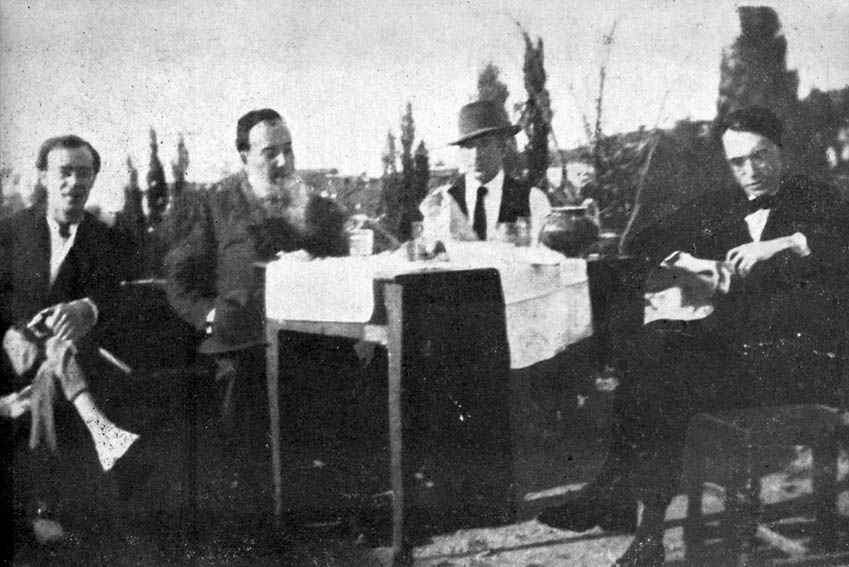
(de izquierda a derecha:) el escultor Barral, Antonio Machado, ‘Torreagero’ y Julián María Otero, en el jardín de San Gregorio (Segovia, España), hacia 1923.

Hijo de Manuela Agero Alonso y del farmacéutico Manuel de la Torre Pardo, alcalde de Cuéllar, y hermano del político Mariano de la Torre Agero, alcalde de Segovia.
En la capital segoviana participó de forma activa en la tertulia de San Gregorio, y en la revista Manantial (1928-1929), codirigida por dos de sus contertulios Otero y Álvarez Cerón. Gran parte de su obra pictórica está dedicada a temas segovianos. La Fundación Pablo Iglesias conserva una cabeza de Eugenio tallada por Emiliano Barral. Entre otras instituciones, los fondos del Museo Reina Sofía guardan una colección de dibujos coloreados.
Hay varios errores en esta página.  Eugenio de la Torre era hijo de Margarita de la Torre y Julio de la Torre, primos. Su padre fue farmacéutico y Presidente de la Diputación de Segovia.
Mariano de la Torre era alcalde de Cuéllar y tío de Eugenio.
Manuel de la Torre  era tío de Eugenio y fue Senador y gobernador de Albacete y Logroño. 
La información es de Amalia González de la Torre , sobrina de Eugenio.